# Aker Al Obaidi
Aker Al Obaidi, né le 21 septembre 1999 à Mossoul, est un lutteur irakien.

## Biographie
Aker Al Obaidi, né en Irak, pratique la lutte depuis qu'il a six ans mais se réfugie en Europe, en Autriche (en 2015), après que l'État Islamique ait conquit Mossoul, sa ville natale, et qu'il ne commence à recruter des jeunes de son âge, il avait alors 14 ans. Il réside dans la petite ville autrichienne d'Inzing ce qui l'a intrigué car avant son arrivée en Europe, il habitait la capitale irakienne.
Très motivé pour participer aux Jeux olympiques d'été de 2020, le CIO l'a choisi pour qu'il obtienne une bourse et puisse partir au Japon pour participer aux Jeux sous l'effigie de l'équipe olympique des réfugiés aux Jeux olympiques d'été de 2020. C'est ainsi que l'Autriche se retrouve à être le comité national olympique hôte à le supporter pour les Jeux et ses entrainements.
Après les Jeux de 2020, il souhaite participer aux Jeux olympiques d'été de 2024 qui se dérouleront à Paris, en France. Pour ces Jeux, il devrait non plus représenter  l'équipe des réfugiés mais celle de l'Autriche.